# 解剖帝王
《解剖帝王》，是中国作家协会会员、当代职业作家梅桑榆的一部著作。该书共四十一万字，由中共党史出版社于2007年出版发行。

## 简介
该书意在分析中国古代史上皇帝与皇权，并对当今历史小说及皇权崇拜的思想进行批判。作者在文中指出，帝王文化是中国传统文化的组成部分，狂热地为帝王歌功颂德等是对中国传统文化的曲解。并希望引起现今民众对“帝王文化”的警惕及批判。
作者认为，中国历代帝王中鲜有真正施行仁政者，大多数的帝王都在祸国殃民；即便是这少数施行仁政的皇帝，他们在个人道德素质方面也大多表现得非常非常的糟糕。作者更进一步推论，部分中国人懦弱而又崇拜权力的心态和性格是帝王时代的流毒所造就的。作者认为，帝王文化和构建“民主法治、公平正义、诚信友爱、充满活力、安定有序、人与自然和谐相处”的社会主义和谐社会相违背，也不利于社会主义民主法制建设。作者认为，深入揭批帝王的罪恶和残忍，能够帮助中国人认清专制主义的危害，提高中国民众的公民意识，对中国（大陸）民主化进程具有一定的帮助。